# 走査型ずれ応力顕微鏡
走査型ずれ応力顕微鏡（そうさがたずれおうりょくけんびきょう、Scanning Shearing Stress Microscope : SSSM）は走査型トンネル顕微鏡の一種。

## 概要
水晶振動子マイクロバランスの手法を顕微鏡に応用しており、摩擦のような力学的相互作用で試料側の内部に生じる応力の変化の情報を得るために使用される。
横方向に数A程度の振幅で共振振動している水晶振動子(QC1)の上に薄膜フィルム等の試料が固定され、試料上部の近傍にSTM探針が近接していて、STM探針と試料表面間の強い相互作用力のために、試料薄膜内にずれ応力が生じて、このずれ応力が試料下面の水晶振動子に影響を与えて共振振動周波数をわずかに変化させる。QC1の出力は温度ドリフトの影響を除去する目的でQC1近傍に設置された参照用の水晶振動子(QC2)の振動とダブルバランストミキサー(DBM)により混合され、QC2とQC1の周波数差に相当するビート周波数が発生するのでこのビート周波数を周波数発振器により逓倍され、第3の水晶振動子(QC3)からの周波数とDBMにより混合されて周波数-電圧変換回路により電圧信号に変換され、前段までの周波数発振器の倍率を厳密に調整することで、QC1に含まれている微小な共振周波数の変化が高感度に検出され、電圧信号はSSSM像の生成に用いられ、同時にSTM像も得られる。

## 用途
- 試料側内部の応力変化の研究